# Список грибов, занесённых в Красную книгу Челябинской области
В списке указаны все грибы, включённые в Красную книгу Челябинской области издания 2005 года. Колонки КЧ и КР указывают статус вида в Красной книге Челябинской области и в Красной книге России соответственно. Все виды в Красной книге Челябинской области, так же как и в Красной книге России, поделены на 6 категорий.
Всего в данный список входит 30 видов грибов.
Согласно постановлению Правительства Челябинской области от 19 декабря 2002 г. № 96, Красная книга должна переиздаваться с актуализированными данными не реже, чем каждые 10 лет.

## Список таксонов
Категории в списке имеют следующие обозначения:
| Красная книга Челябинской области: 0 — Вероятно исчезнувшие таксоны и популяции, известные ранее на территории Челябинской области, нахождение которых в природе не подтверждено. 1 — Находящиеся под угрозой исчезновения таксоны и популяции, численность особей которых уменьшилась до критического уровня. 2 — Таксоны и популяции с неуклонно сокращающейся численностью, которые при дальнейшем воздействии лимитирующих факторов могут в ближайшее время попасть в категорию исчезающих. 3 — Редкие таксоны и популяции, которые имеют низкую численность, распространены на ограниченной территории или спорадически распространены на значительных территориях. 4 — Таксоны и популяции с неопределённым статусом, которые, вероятно, относятся к одной из предыдущих категорий, но достаточных сведений о их состоянии в природе в настоящее время нет. 5 — Восстанавливаемые и восстанавливающиеся таксоны и популяции, численность и распространение которых под воздействием естественных причин или в результате принятых мер начали восстанавливаться; они не подлежат ещё промысловому использованию, и за их состоянием в природной среде необходим постоянный контроль. | Красная книга России: 0 — вероятно исчезнувшие 1 — находящиеся под угрозой исчезновения 2 — сокращающиеся в численности 3 — редкие 4 — неопределённые по статусу 5 — восстанавливаемые и восстанавливающиеся |

В нижеприведённом списке порядок расположения таксонов соответствует таковому в Красной книге Челябинской области.
| Иллюстрация                              | Русское название             | Латинское название                                         | Краткое описание и ареал | КЧ | КР | Ист    |
| ---------------------------------------- | ---------------------------- | ---------------------------------------------------------- | --- | -- | -- | ------ |
| Внешнее изображение                      | Решетник азиатский           | Boletinus asiaticus Singer, 1938                           | Шляпка длиной 4—10 см, тёмно-красная, распростёртая. Трубчатый слой от лимонно-жёлтого до светло-коричневого цвета, у зрелых плодовых тел карминно-коричневый, нисходит на ножку. Ножка 3—8 см длиной, полая, с кольцом, жёлтая выше кольца, ниже — карминно-красная. Образует микоризу с лиственницами. Встречается на Северном, Среднем и Южном Урале. В Челябинской области обнаружен в Ильменском заповеднике. | 3  |    | [ 4 ]  |
|                                          | Трутовик лакированный        | Ganoderma lucidum (Curtis) P.Karst., 1881                  | Сапрофит. Плодовые тела однолетние, полукруглой или почковидной формы, до 15 см диаметром. Ножка длиной 5—25 см. Ткань кремово-белая или тёмно-пурпурно-бурая, зональная. Трубчатый слой пурпурно-бурый. Споры коричневого цвета. Дереворазрушающий гриб, вызывает белую гниль. Обитает в древесине лиственных, реже — хвойных видов. Голарктический вид. Встречается на Среднем и Южном Урале. В Челябинской области найден на горе Малый Иремель в окрестностях с. Тюлюк Катав-Ивановского района. | 3  |    | [ 5 ]  |
|                                          | Ежевик коралловидный         | Hericium coralloides (Scop.) Pers., 1794                   | Плодовые тела съедобные, однолетние, до 40 см в диаметре, древовидно-ветвистые, белого или желтоватого цвета, с белыми либо кремовыми шипами на нижней части ветвей, прикрепляются к субстрату. Ткань мясистая, белая или желтоватая, горьковата на вкус. Споровой порошок белый. Дереворазрушающий гриб, сапротроф, вызывает белую гниль. Развивается на древесине лиственных деревьев. В Челябинской области отмечен в смешанных лесах на берёзе. Голарктический вид. Встречается на Северном, Среднем и Южном Урале. В Челябинской области найден в Ильменском заповеднике в окрестностях оз. Кисегач, на Воробьиных горах в окрестностях г. Аша, в национальном парке «Таганай», в Аргаяшском районе в окрестностях оз. Увильды. | 3  | 3  | [ 7 ]  |
|                                          | Паутинник фиолетовый         | Cortinarius violaceus (L.) Gray, 1821                      | Плодовые тела съедобны, имеют вид шляпок диаметром 5—12 см, с центральной ножкой. Шляпки тёмно-фиолетовые, войлочные, чешуйчатые. Ножка 6—12 см длиной, плотная, у основания до 4 см в диаметре, с тёмно-серыми волосками. Мякоть фиолетовая или бледно-голубоватая, с запахом кедровой древесины или кожи. Споровой порошок ржаво-бурого цвета. Микоризный гриб. Произрастает в хвойных и лиственных лесах. Плодовые тела образуются в августе — сентябре. Голарктический вид. Встречается на Среднем Урале и Южном. В Челябинской области известно одно местонахождение в Ильменском заповеднике. | 3  |    | [ 8 ]  |
| Внешнее изображение                      | Инонотус древесный           | Inocutis dryophila (Berk.) Fiasson & Niemelä, 1984         | Плодовые тела однолетние, в виде крупных, до 25 см в диаметре и 9 см толщиной, треугольных в сечении шляпок с острым краем. Шляпки красноватые или ржаво-бурые, с жесткими волосками или гладкие. Ткань бурая, иногда с металлическим оттенком, с бурым с белыми волокнами ядром. Трубчатый слой беловатый или тёмно-жёлтый. Дереворазрушающий гриб. Вызывает белую гниль. Развивается на древесине дуба, реже — других видов. В Челябинской области отмечен в хвойно-широколиственных лесах на дубе. Голарктический неморальный вид. Встречается на Среднем и Южном Урале, где проходит восточная граница европейского участка ареала. В Челябинской области найден на горе Весёлая в окрестностях пос. Виляй Ашинского района. | 3  |    | [ 9 ]  |
|                                          | Онния войлочная              | Onnia tomentosa (Fr.) P.Karst., 1889                       | Плодовые тела однолетние, в виде шляпок с центральной или боковой ножкой. Шляпки округлые, в центре вдавлены, до 10 см в диаметре, желтовато-бурые, опушённые, с острым подвернутым краем. Ножка 1—4 см длиной и 1,5 см толщиной, опушена, одного цвета со шляпкой. Ткань до 2 мм толщиной, светло-жёлто-бурая, с войлочным верхним слоем и твёрдым, волокнистым нижним. Трубчатый слой до 5 мм толщиной, сбегает на ножку. Дереворазрушающий гриб, факультативный сапротроф. Вызывает белую гниль. Развивается на корнях ели, сосны, лиственницы. В Челябинской области отмечен в хвойных лесах на сосне и лиственнице. Голарктический бореальный вид. Встречается на Северном, Среднем и Южном Урале. В Челябинской области встречается в Аргаяшском районе в окрестностях оз. Увильды, в Чебаркульском районе в окрестностях оз. Кисегач, в Ильменском заповеднике. | 3  |    | [ 10 ] |
|                                          | Феллинус ржавый              | Fuscoporia ferruginosa (Schrad.) Murrill, 1907             | Плодовые тела распростёртые, с узким красновато-бурым бархатистым краем. Ткань красновато-бурая, мягковолокнистая, 1,5 мм толщиной. Трубчатый слой ржаво-бурый. Споры эллиптические, бесцветные. Дереворазрушающий гриб. Вызывает белую гниль. Развивается на древесине лиственных, реже — хвойных видов. В Челябинской области отмечен в хвойных и хвойно-широколиственных лесах на ольхе. Плодовые тела одно-, двух- или трёхлетние. Голарктический вид. Встречается на Среднем и Южном Урале. В Челябинской области отмечен в Ильменском заповеднике в окрестностях оз. Большое Миассово и на горе Весёлая в окрестностях пос. Виляй Ашинского района. | 3  |    | [ 11 ] |
|                                          | Ложный дубовый трутовик      | Fomitiporia robusta (P.Karst.) Fiasson & Niemelä, 1984     | Плодовые тела многолетние, в виде крупных, треугольных в сечении деревянистых шляпок, до 30 см в диаметре. Шляпки бледно-ржаво-бурые, сероватые или тёмно-бурые, гладкие, с широкими зонами, с возрастом растрескивающиеся. Ткань до 3 см толщиной, желтовато-бурая, с металлическим оттенком, деревянистая. Трубчатый слой, многослойный, бурый. Дереворазрушающий гриб. Вызывает белую гниль. Развивается на древесине старых дубов, реже — других видов. В Челябинской области отмечен в хвойно-широколиственных лесах на дубе. Вероятно, космополитный вид. Встречается на Среднем и Южном Урале, где проходит восточная граница европейского участка ареала. В Челябинской области найден на горе Весёлая в окрестностях пос. Виляй Ашинского района. | 3  |    | [ 12 ] |
| Внешнее изображение                      | Гапалопилус шафранно-жёлтый  | Hapalopilus croceus (Pers.) Bondartsev & Singer, 1941      | Плодовые тела однолетние, в виде шляпок до 15 см в диаметре и 4 см толщиной. Поверхность шляпок красновато-оранжевая, бархатистая. Ткань ярко-оранжевая, водянистая, до 3 см толщиной. Трубчатый слой и поверхность пор красновато-оранжевые. Дереворазрушающий гриб. Вызывает белую гниль. Развивается на старых дубах, реже — на других видах широколиственных. В Челябинской области отмечен в хвойно-широколиственных лесах на дубе. Голарктический вид. На Урале найден только в Челябинской области — на горе Весёлая в окрестностях пос. Виляй Ашинского района и в Ильменском заповеднике в окрестностях оз. Большое Миассово. | 2  |    | [ 13 ] |
|                                          | Спонгипеллис пенообразный    | Spongipellis spumeus (Sowerby) Pat., 1887                  | Плодовые тела однолетние, в виде плоских почковидных шляпок до 20 см в диаметре и 6 см толщиной. Шляпки опушены, светло-жёлтого или светло-бурого цвета. Ткань беловато-жёлтая, водянистая, мягковолокнистая, до 5 см толщиной, при высыхании становится твердой. Трубчатый слой до 2 см толщиной. Дереворазрушающий гриб. Развивается на древесине широколиственных видов. Вызывает белую гниль. В Челябинской области отмечен в хвойно-широколиственных лесах на клёне, вязе, тополе, дубе. Голарктический неморальный вид. На Южном Урале встречается в Оренбургской области, в Челябинской области известно только одно местонахождение — гора Весёлая в окрестностях пос. Виляй Ашинского района. | 3  |    | [ 14 ] |
|                                          | Аурантиопорус расщепляющийся | Tyromyces fissilis (Berk. & M.A.Curtis) Donk, 1933         | Плодовые тела однолетние, в виде треугольных в сечении шляпок до 18 см в диаметре и 8 см толщиной. Шляпки беловатые или кремовые, бархатистые. Мякоть 1—3 см толщиной, водянистая, белая с лиловым оттенком, при высыхании становится бурой; имеет запах прогорклого масла. Трубчатый слой до 3 см толщиной, белый, сероватый или розоватый. Дереворазрушающий гриб. Развивается на древесине лиственных, реже — хвойных видов. Вызывает белую гниль. В Челябинской области отмечен в хвойно-широколиственных лесах на клёне. Голарктический неморальный вид. Встречается на Среднем и Южном Урале, где проходит восточная граница европейского участка ареала. В Челябинской области найден в Чебаркульском районе на Липовом и Большом островах в озере Кисегач и на горе Весёлая в окрестностях посёлка Виляй Ашинского района.                                     | 4  |    | [ 15 ] |
| Внешнее изображение (недоступная ссылка) | Дипломитопорус корковый      | Diplomitoporus crustulinus (Bres.) Domański, 1970          | Плодовые тела однолетние, распростёртые по субстрату, до 5—20 см в диаметре и 4 мм толщиной. Ткань тонкая, белая или бледно-жёлтая. Трубчатый слой светло-жёлтого цвета, до 3 мм толщиной. Дереворазрушающий гриб. Развивается на древесине ели, пихты, сосны и других хвойных. В Челябинской области отмечен в горно-таёжном лесу на ели. Циркумбореальный вид. Встречается на Северном и Южном Урале. В Челябинской области найден на горе Малый Иремель в окрестностях села Тюлюк Катав-Ивановского района. | 2  |    | [ 16 ] |
| Внешнее изображение                      | Скелетокутис лиловый         | Skeletocutis lilacina A.David et Jean Keller, 1984         | Плодовые тела однолетние, распростёртые либо распростёрто-отогнутые с узкой беловатой шляпкой, округлые, до 6 см в диаметре и 1,5 мм толщиной, с узким белым краем. Имеют запах чёрной смородины. Ткань бледно-бурая, имеет роговидный слой между трамой и гименофором. Дереворазрушающий гриб, вызывает белую гниль. Развивается на древесине ели, кедрового стланика. В Челябинской области отмечен в хвойных лесах на ели, сосне обыкновенной. Голарктический вид. На Урале найден только в Челябинской области — в национальном парке «Таганай» и в окрестностях села Тюлюк Катав-Ивановского района. | 3  |    | [ 17 ] |
| Внешнее изображение                      | Скелетокутис пахучий         | Skeletocutis odora (Peck ex Sacc.) Ginns, 1984             | Плодовые тела однолетние, распростёртые, до 0,5 м длиной, мягкие, водянистые, вначале белые, со временем приобретают кремовую окраску, при высыхании становятся тёмно-желтовато-серыми, края белые, 1—2 мм шириной. Ткань тонкая, белая или светло-кремовая. Трубчатый слой 5—8 мм толщиной, белый. Дереворазрушающий гриб. Вызывает белую гниль. Развивается на древесине хвойных, преимущественно ели, реже лиственных видов. В Челябинской области отмечен в горно-таёжных лесах на ели. Голарктический вид. Встречается на Северном, Среднем и Южном Урале. В Челябинской области найден на горе Малый Иремель в окрестностях села Тюлюк Катав-Ивановского района. | 2  |    | [ 18 ] |
|                                          | Клавариадельфус пестиковый   | Clavariadelphus pistillaris (Fr.) Donk, 1933               | Плодовые тела булавовидные, съедобные, до 17 см высотой и 1—5 см в диаметре, жёлтые или красновато-бурые. Ткань губчатая, белая или розовая, на срезе красновато-бурая. Ножка к основанию суживается. Споры белые или светло-жёлтые. Гумусовый сапротроф. Развивается в хвойных и смешанных лесах. Плодовые тела образуются в августе — октябре раз в 3—5 лет. Голарктический бореальный вид. Встречается на Северном, Среднем и Южном Урале. В Челябинской области найден в Ильменском заповеднике, национальных парках «Таганай» и «Зюраткуль», на горе Малый Иремель в окрестностях села Тюлюк Катав-Ивановского района. | 3  | 3  | [ 20 ] |
|                                          | Клавариадельфус усечённый    | Clavariadelphus truncatus (Quél.) Donk, 1933               | Плодовые тела съедобные, булавовидной формой, 4—14 см высотой и 2,5—7 см шириной, охряно-жёлтого или кожано-бурого цвета. Ткань ватообразная, беловатая, на срезе буро-фиолетовая. Ножка к основанию суживается. Споры белые. Гумусовый сапротроф. Произрастает в хвойных и хвойно-широколиственных лесах. Плодовые тела появляются в сентябре раз в 3—5 лет. Голарктический вид. В Челябинской области найден в национальном парке «Таганай», на западном склоне Воробьиных гор в окрестностях горы Аша, на горе Малый Иремель в окрестностях села Тюлюк Катав-Ивановского района. | 3  |    | [ 21 ] |
| Внешнее изображение                      | Рамария желтеющая            | Ramaria flavescens (Schaeff.) R.H.Petersen, 1974           | Плодовые тела округлые, до 16 см в диаметре, состоят из многочисленных плотно расположенных розовато-жёлтых или светло-красных ветвей с белым основанием и лимонно-жёлтыми либо оранжево-жёлтыми кончиками. Гумусовый сапротроф. Произрастает в старовозрастных хвойно-широколиственных лесах с участием дуба. Плодовые тела появляются в сентябре. Евро-азиатский неморальный вид. В Челябинской области найден на горе Весёлая в окрестностях посёлка Виляй Ашинского района. | 3  |    | [ 22 ] |
| Внешнее изображение                      | Рамария красноватая          | Ramaria rubella (Schaeff.) R.H.Petersen, 1974              | Плодовые тела шаровидные, диаметром до 13 см, с белой мицелиальной плёнкой в основании. Состоят из многочисленных извилистых пурпурно-коричневых, тёмно-красных или красно-бурых ветвей. Ткань белая либо кремовая, имеет анисовый запах. Дереворазрушающий гриб. Развивается на древесине ели, пихты в хвойных и смешанных лесах. Плодовые тела образуются в августе — сентябре. Голарктический бореальный вид. Встречается на Северном, Среднем и Южном Урале. В Челябинской области найден в национальных парках «Таганай» и «Зюраткуль», на горе Малый Иремель в окрестностях села Тюлюк Катав-Ивановского района и хребте Зигальга. | 3  |    | [ 23 ] |
| Внешнее изображение                      | Рамария разделённая          | Ramaria decurrens (Pers.) R.H.Petersen, 1981               | Плодовые тела съедобные, до 10 см высотой и 6 см в диаметре, охряно-бурые, разветвлённые, ветви тонкие, беловатые или желтовато-кремовые, появляются в сентябре. Ножка до 1 см длиной, тёмно-жёлтая, с белой мицелиальной плёнкой в основании. Гумусовый сапротроф. Произрастает в хвойно-широколиственных лесах с участием дуба. Голарктический неморальный вид. В Челябинской области найден на горе Весёлая в окрестностях посёлка Виляй Ашинского района. | 2  |    | [ 24 ] |
|                                          | Клавария бледно-бурая        | Clavaria zollingeri Lév., 1846                             | Плодовые тела 2—7 см высотой, 3—4 раза дихотомически ветвящиеся, ветви 1—4 мм толщиной, лиловые, фиолетовые или желтоватые, часто растущие группами. Мякоть хрупкая, буроватая, без особого вкуса, со слабым запахом. Споры широкоэллиптические или шаровидные, гладкие, белого цвета. Гумусовый сапротроф. Произрастает в хвойно-широколиственных лесах с участием дуба. Плодовые тела образуются в августе — октябре. Космополитный вид. В Челябинской области найден на горе Весёлая в окрестностях посёлка Виляй Ашинского района и на Воробьиных горах в окрестностях города Аша. | 2  |    | [ 25 ] |
|                                          | Спарассис курчавый           | Sparassis crispa (Wulfen) Fr., 1821                        | Плодовые тела 10—30 см в диаметре, шаровидные либо полусферические, желтоватые, ломкие. Состоят из многочисленных плоских с волнистым краем ветвей 1 см шириной и 1 мм толщиной. Имеют ореховый вкус. Центральная ножка гриба толстая, имеет длину 5-13 см, 2—5 см диаметром, глубоко погружена в землю, снаружи малозаметна. Цвет ножки у молодых грибов беловатый или желтоватый, позднее — буроватый до чёрного. Споры желтовато-беловатые, эллипсоидные, гладкие, бесцветные, маслянистые на ощупь. Голарктический вид. Встречается на Северном, Среднем и Южном Урале. В Челябинской области найден в Ильменском заповеднике, национальных парках «Таганай» и «Зюраткуль», на горе Малый Иремель в окрестностях села Тюлюк Катав-Ивановского района. | 3  | 3  | [ 27 ] |
|                                          | Спарассис короткопалый       | Sparassis brevipes Krombh., 1834                           | Плодовые тела 10—20 см в диаметре, полусферические. Состоят из многочисленных листовидных соломенно-жёлтых ветвей 0,7 см шириной и 4 мм толщиной. Дереворазрушающий гриб. Развивается на корнях дуба в хвойно-широколиственных лесах. Плодовые тела образуются в сентябре. Европейский неморальный вид. В Челябинской области найден на горе Весёлая в окрестностях посёлка Виляй Ашинского района и на Воробьиных горах в окрестностях города Аша. | 3  |    | [ 28 ] |
|                                          | Лензитес Варнье              | Lenzites warnieri Durieu et Mont., 1860                    | Плодовые тела однолетние, в виде шляпок до 20 см в диаметре и 2 см толщиной, с острым краем. Шляпки бархатистые, гладкие, с концентрическими полосами, матовые, кремовые или тёмно-бурые. Ткань кремовая, с тёмной линией. Пластинки до 1,5 см шириной, бледно-жёлтые или кремовые, волнистые, разветвляющиеся. Дереворазрушающий гриб, вызывает белую гниль. Развивается на древесине дуба, вяза, липы, осины. В Челябинской области отмечен в хвойно-широколиственных лесах на тополе. Евроазиатский неморальный вид. Южноуральские местообитания расположены на восточной границе европейского участка ареала. Найден в Оренбургской области и в Челябинской области — на горе Весёлая в окрестностях посёлка Виляй Ашинского района. | 3  |    | [ 29 ] |
|                                          | Полипорус ячеистый           | Polyporus alveolaris (DC.) Bondartsev & Singer, 1941       | Плодовые тела однолетние, со шляпкой на центральной или боковой короткой и тонкой тёмно-жёлтой ножке 1 см длиной и 0,5 см толщиной. Шляпки 2—7 см в диаметре, желтоватые или кремово-охряные. Ткань 1—2 мм толщиной, белая либо кремовая. Трубчатый слой до 5 мм толщиной, белый либо кремовый, сбегает на ножку. Поры крупные, радиально вытянуты. Дереворазрушающий гриб, вызывает белую гниль. Развивается на древесине широколиственных видов. В Челябинской области отмечен в хвойно-широколиственных лесах на карагане, клёне, липе. Голарктический вид. Встречается на Среднем и Южном Урале. В Челябинской области найден в Ильменском заповеднике, на горе Весёлая в окрестностях посёлка Виляй Ашинского района и около села Тюлюк Катав-Ивановского района.                                                                                                 | 3  |    | [ 30 ] |
|                                          | Ригидопорус шафранножёлтый   | Rigidoporus crocatus (Pat.) Ryvarden, 1983                 | Плодовые тела многолетние, распростёртые, 5—15 см в диаметре и 1,5 см толщиной, с бархатистым тёмно-жёлтым краем 2 мм шириной. Ткань до 1 мм толщиной, бледно-жёлтая. Трубчатый слой слоистый, более тёмный, чем ткань. Дереворазрушающий гриб, вызывает белую гниль. Развивается на древесине лиственных и хвойных деревьев. Голарктический вид. Встречается на Северном, Среднем и Южном Урале. В Челябинской области отмечен в горно-таёжных лесах на пихте, берёзе. В Челябинской области найден на горе Малый Иремель в окрестностях села Тюлюк Катав-Ивановского района. | 2  |    | [ 31 ] |
|                                          | Печеночница обыкновенная     | Fistulina hepatica (Schaeff.) With., 1792                  | Плодовые тела однолетние, в форме языковидных или полукруглых шляпок 10—25 см в диаметре и 2—6 см толщиной. Шляпки тёмно-красные или пурпурно-бурые, с волосками, чешуйками или радиальной бороздчатостью. Ткань до 5 см толщиной, красная, водянистая, на срезе — с обильными красными каплями. Трубчатый слой тёмно-красновато-бурый, 0,5—1,5 см толщиной. Дереворазрушающий гриб, факультативный сапротроф. Вызывает белую гниль. Развивается на стволах старых дубов, реже — других широколиственных деревьях. Голарктический неморальный вид. Южноуральские местонахождения расположены на восточной границе европейского участка ареала. В Челябинской области отмечен в хвойно-широколиственных лесах на дубе. Найден в Оренбургской области и в Челябинской области — на горе Весёлая в окрестностях посёлка Виляй Ашинского района.                           | 4  |    | [ 32 ] |
| Внешнее изображение                      | Буглоссопорус дубовый        | Buglossoporus quercinus (Schrad.) Kotl. & Pouzar, 1966     | Плодовые тела однолетние, в виде округлых или копытообразных, до 15 см в диаметре и 1—5 см толщиной, шляпок с узким основанием. Шляпки водянистые, опушённые или гладкие, желтоватые либо тёмно-ржаво-бурые, матовые. Ткань до 5 см толщиной, белого либо древесного цвета, на срезе — розовато-бурая. Дереворазрушающий гриб, вызывает белую гниль. Развивается на старых дубах. Евро-азиатский неморальный вид. В Челябинской области отмечен в хвойно-широколиствен ных лесах на дубе. На Урале обнаружен только в Челябинской области — на горе Весёлая в окрестностях посёлка Виляй Ашинского района — самого восточного местообитания вида. | 2  |    | [ 33 ] |
|                                          | Дубовая губка                | Daedalea quercina (L.) Pers., 1801                         | Плодовые тела многолетние, в виде плоских одиночных или сросшихся у основания шляпок до 15 см в диаметре. Шляпки твёрдые, с маленькими бугорками, голые или бархатистые, буроватые либо кремово-охряные. Ткань коричневато-жёлтая со слабо заметными годичными слоями. Трубчатый слой коричневато-жёлтый, состоит из округлых, вытянутых, лабиринтовидных трубочек и разветвлённых пластинок. Дереворазрушающий гриб. Вызывает белую гниль. Развивается на древесине дуба, реже — других видов. Голарктический неморальный вид. Встречается на Среднем и Южном Урале, где проходит восточная граница европейского участка ареала. В Челябинской области отмечен в хвойно-широколиственных лесах на дубе. В Челябинской области найден на горе Весёлая в окрестностях посёлка Виляй Ашинского района.                                                                   | 4  |    | [ 34 ] |
|                                          | Лиственничная губка          | Fomitopsis officinalis (Batsch) Bondartsev et Singer, 1941 | Плодовые тела многолетние, копытообразной, реже продолговато-цилиндрической формы. Шляпки белые или тёмно-белые, концентрически-бороздчатые, с возрастом растрескиваются. Ткань белая, мягкая, горькая на вкус. Дереворазрушающий гриб, факультативный сапротроф. Вызывает бурую стволовую гниль лиственницы, реже — других хвойных. Плодовые тела обладают лечебными свойствами. Голарктический вид. Встречается на Северном, Среднем и Южном Урале. В Челябинской области отмечен в хвойных лесах на лиственнице и сосне сибирской. В Челябинской области найден в национальном парке «Зюраткуль» на хребтах Нургуш и Москаль, в Ильменском заповеднике, на горе Малый Иремель в окрестностях села Тюлюк Катав-Ивановского района, в Карагайском, Уйском и Санарском борах.                                                                                          | 2  |    | [ 35 ] |
| Внешнее изображение                      | Трутовик лапландский         | Amylocystis lapponica (Romell) Bondartsev & Singer, 1944   | Плодовые тела однолетние, сидячие. Поверхность шляпок беловатая или буроватая, с красновато-бурыми пятнами, слегка опушена. Ткань мягкая, водянистая, светло-кожано-жёлтая, имеет запах багульника. Дереворазрушающий гриб. Вызывает белую гниль. Развивается на древесине ели, пихты. Циркумбореальный вид. Встречается в темнохвойных лесах Северного, Среднего и Южного Урала. В Челябинской области обитает в горно-таёжных лесах. В Челябинской области отмечен на горе Малый Иремель в окрестностях села Тюлюк Катав-Ивановского района. | 2  |    | [ 36 ] |